# Singles - Atlantic Years
Singles～Atlantic Years è una raccolta di brani degli X Japan comprendente i singoli usciti per la casa discografica Atlantic Records.

## Tracce
1. Tears ～X JAPAN Version～ - 10:30 (Hitomi Shiratori, YOSHIKI - YOSHIKI)
2. Tears ～Classic Version～ - 5:05 (YOSHIKI)
3. Rusty Nail - 5:28 (YOSHIKI - YOSHIKI)
4. Longing～跡切れたmelody～ - 7:40 (YOSHIKI - YOSHIKI)
5. DAHLIA - 7:58 (YOSHIKI - YOSHIKI)
6. Tears ～'93 TOKYO DOME LIVE VERSION～ - 8:03 (Hitomi Shiratori, YOSHIKI - YOSHIKI)
7. Forever Love - 8:38 (YOSHIKI - YOSHIKI)
8. CRUCIFY MY LOVE - 4:34 (YOSHIKI - YOSHIKI)
9. WEEK END ～'95 TOKYO DOME LIVE VERSION～ - 6:17 (YOSHIKI - YOSHIKI)
10. SCARS - 5:05 (HIDE - HIDE)
11. White Poem I (M.T.A. Mix) - 3:26 (YOSHIKI - YOSHIKI)

## Formazione
- Toshi - voce
- HEATH - basso
- PATA - chitarra
- Hide - chitarra
- Yoshiki - batteria & pianoforte